# 일본 에스페란토 협회

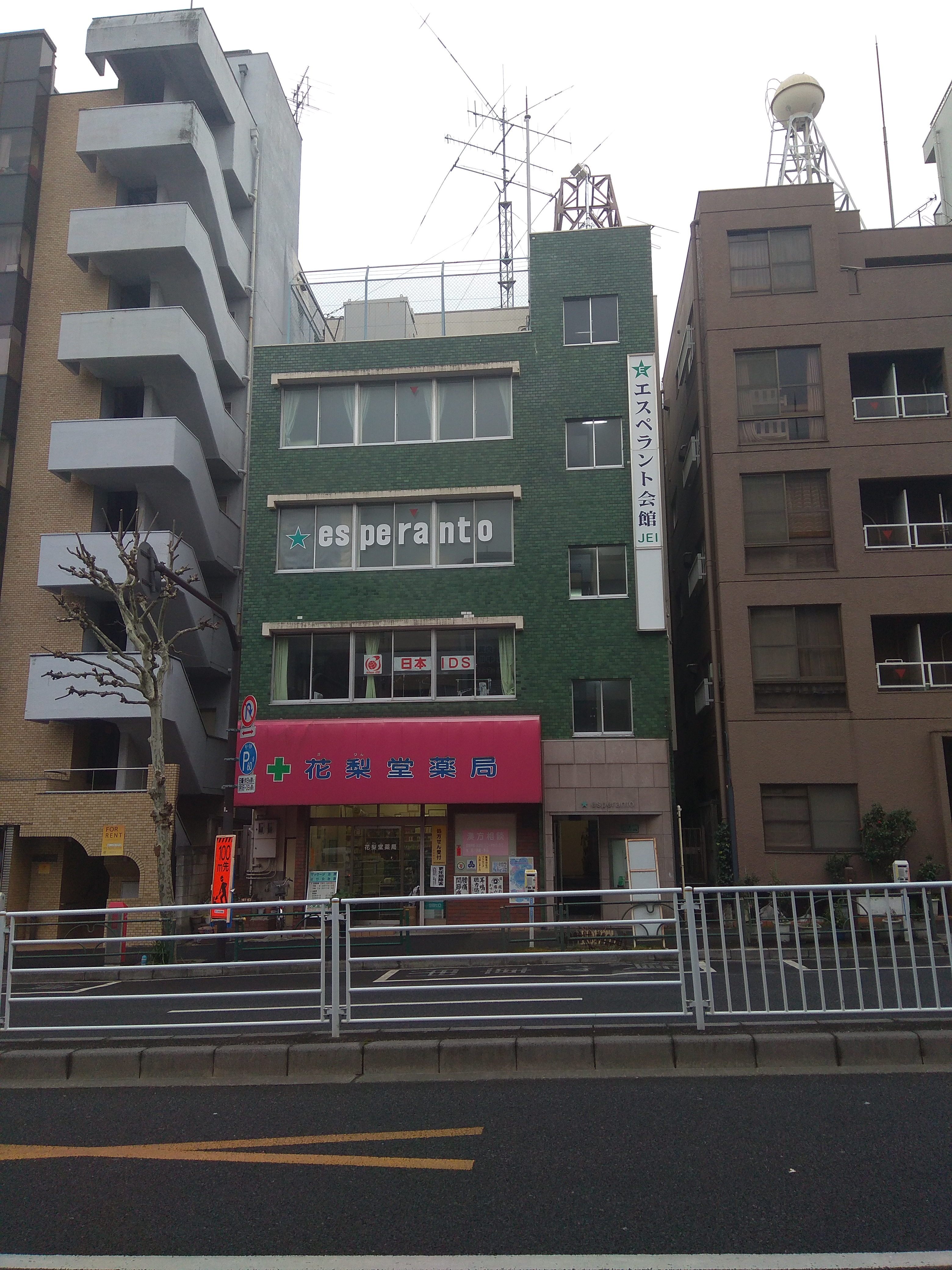

일본 에스페란토 협회(일본어: 日本エスペラント協会, 에스페란토: Japana Esperanto-Institucio 야파나 에스페란토 인스티투치오, 약자 JEI)는 일본의 에스페란토 협회이다.

## 역사
1919년 오사카 겐지(일본어: 小坂 狷二, 에스페란토: Ossaka Kenĵi)가 설립하였고, 1926년 법인으로 등록되었다. 초대 회장은 나카무라 기조(일본어: 中村 精男)였으며, 1930년 사망할 때까지 회장으로 있었다. 1956년 세계 에스페란토 협회에 가입하였다.
원래 이름은 ‘일본 에스페란토 학회’(일본어: 日本エスペラント学会)였으나, 2012년 4월 1일 현재 명칭으로 개명하였다. (에스페란토 표기는 바뀌지 않고 있다.)

## 활동
일본 에스페란토 협회의 본부는 도쿄 신주쿠에 있다. 또 야마나시현 호쿠토에 야쓰가타케 에스페란토 관(일본어: 八ヶ岳エスペラント館, 에스페란토: Esperanto-domo de Yatugatake)이라는 시설을 소유하고 있다.
매월 《에스페란토》(일본어: エスペラント, 에스페란토: La Revuo Orienta 라 레부오 오리엔타)라는 회보를 출판한다.